# Karl Schomburg

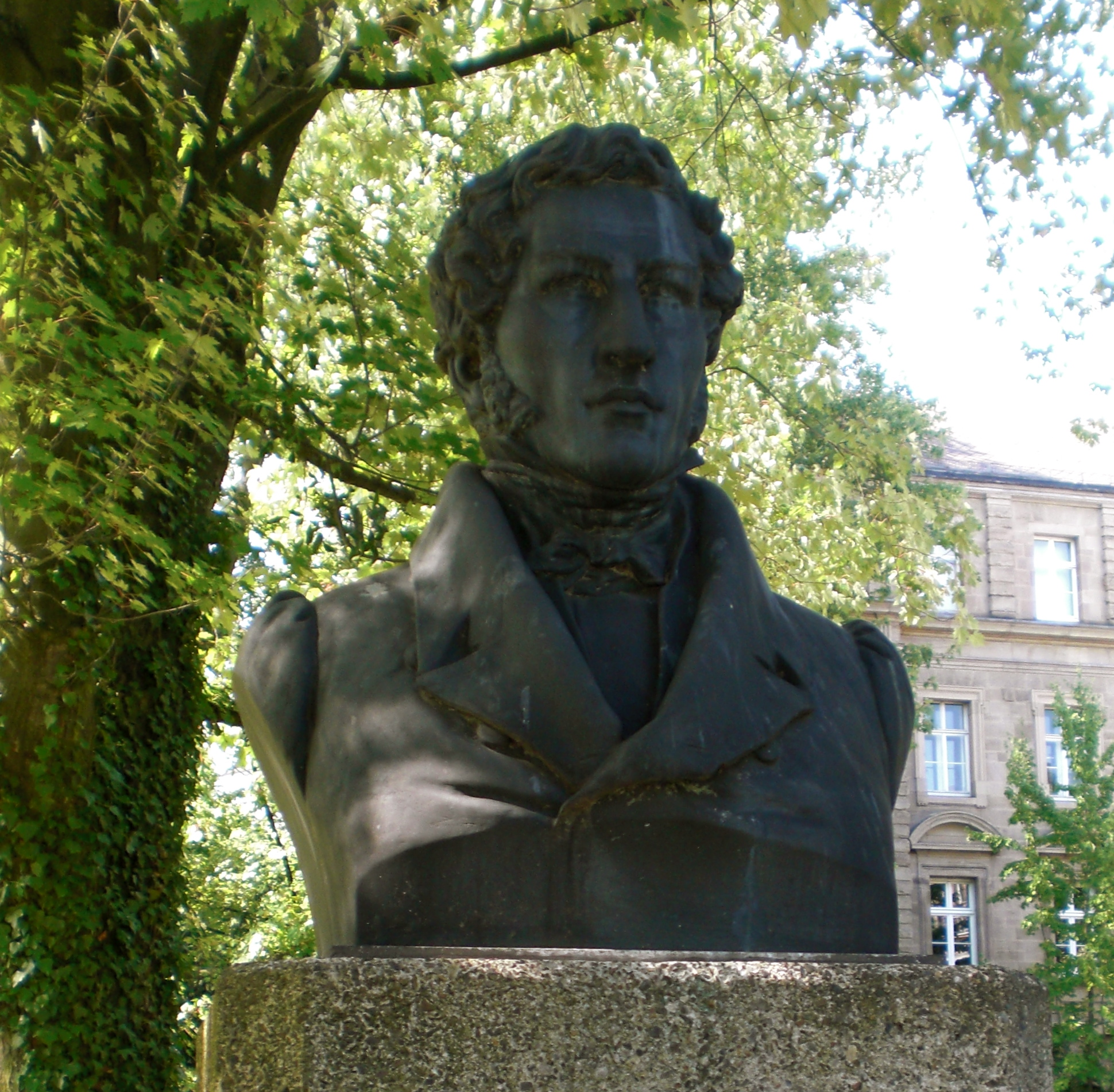
Büste Schomburgs vor dem Ständehaus in Kassel

Karl (Carl) August Friedrich Wilhelm Christian Schomburg (* 11. Oktober 1791 in Grebenstein; † 4. Juli 1841 in Mihla bei Eisenach) war von 1821 bis 1834 Bürgermeister, von 1834 bis 1841 Oberbürgermeister von Kassel und 1833–1838 Präsident des Kurhessischen Landtages.

## Jugend
Schomburg war Sohn von Johann Anton Schomburg (1760–1835), der als Arzt zunächst in Grebenstein, ab 1792 in Bad Karlshafen tätig war. Seine Mutter war Juliana Albertina Schomburg (geb. Rosenhagen, 1770–1843). 
Karl Schomburg besuchte in Grebenstein die Bürgerschule und später die Gymnasien in Saalfeld, wo sein Onkel herzoglicher Rat war, und anschließend ab 1805 in Coburg. 
1808–1811 studierte er an der Georg-August-Universität Göttingen Rechtswissenschaft. 1812 wurde er Mitglied des westphälischen Friedensgerichts in Höxter, kehrte aber bald an die Universität in Göttingen zurück.

## Wirken

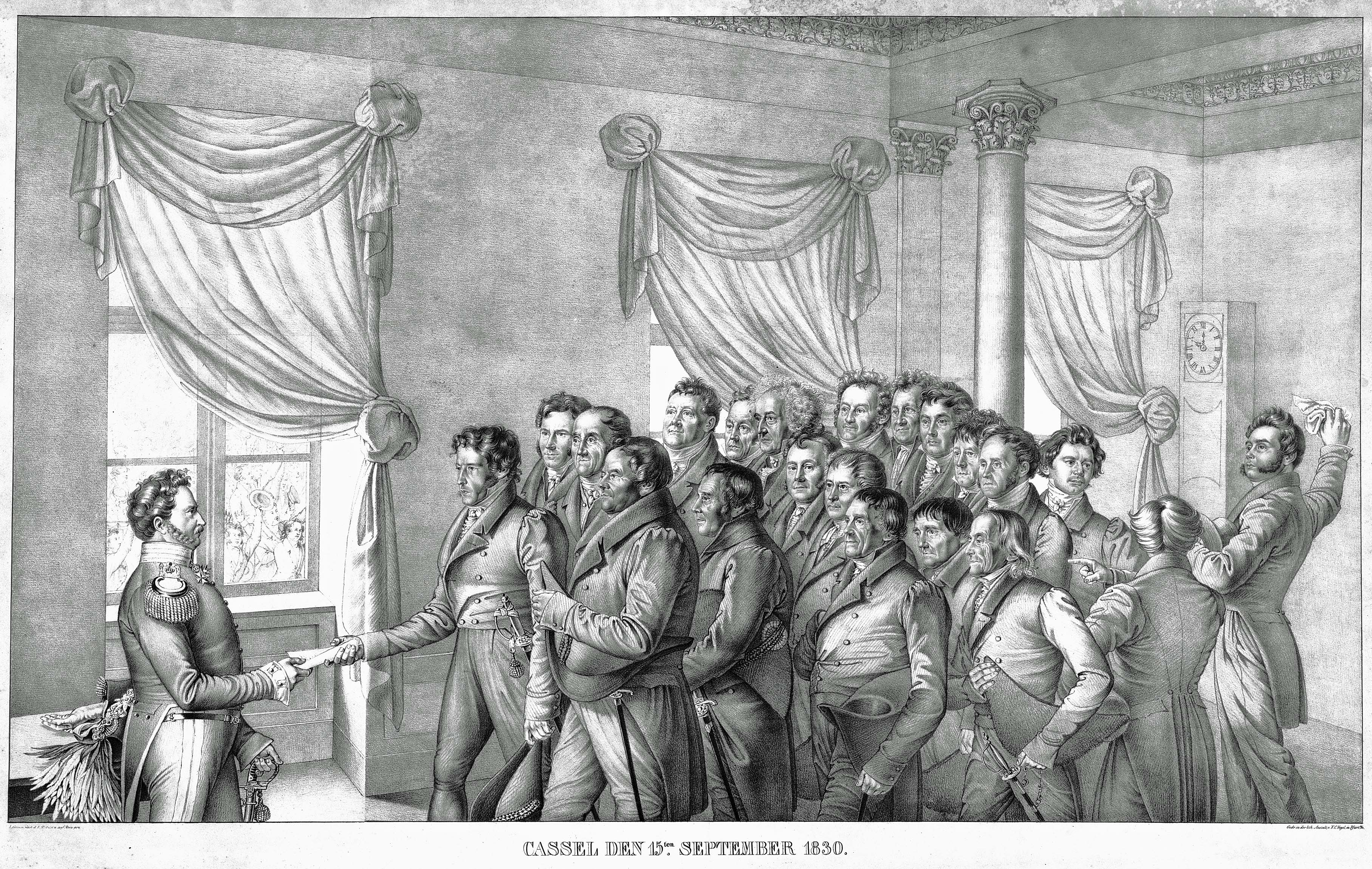
Karl Schomburg überreicht dem Kurfürsten 1830 die Brügerpetition zur Verabschiedung einer Verfassung. Das Verfassungsbild von Ludwig Emil Grimm

1814 erhielt Schomburg die Zulassung als Rechtsanwalt in den Ämtern Karlshafen, Trendelburg und Sababurg, 1816 wurde er Staatsanwalt, mit dem Regierungswechsel zu Kurfürst Wilhelm II. von Hessen 1821 Assessor am Landgericht Kassel.

### Bürger- und Oberbürgermeister
Noch im gleichen Jahr 1821 kandidierte Schomburg als Bürgermeister der Haupt- und Residenzstadt des Kurfürstentums, Kassel, und wurde in dieses Amt in den folgenden Jahren jährlich wieder gewählt. 1823 regte er die Gründung einer städtischen Sparkasse an, um Ärmeren die Möglichkeit zu geben, Rücklagen zu bilden. Am 1. August 1832 öffnete die städtische Sparkasse im Oberneustädter Rathaus in Kassel. Nach deren Vorbild folgten weitere in Wolfhagen, Karlshafen und Hofgeismar. 1830 wurde Schomburg dann auf Lebenszeit zum Bürgermeister ernannt.
Mit der neuen kurhessischen Städte- und Gemeindeordnung wurde Schomburg 1834 Oberbürgermeister. Er kümmerte sich um die Finanzen, die Trinkwasserversorgung, die Kanalisation, die Armenfürsorge und den Verkehr, förderte das Schulwesen und die Gründung eines Hebammeninstituts.

### Landespolitik
Der gemäßigt liberal eingestellte Schomburg war von 1830 bis zu seinem Tod kraft seines Amtes als Bürgermeister und Oberbürgermeister von Kassel Mitglied der kurhessischen Ständeversammlung, der er 1832 als Vizepräsident und 1833–1838 als Präsident vorstand. Im Zuge der Julirevolution von 1830 überreichte Schomburg am 15. September 1830 im Residenzpalais am Friedrichsplatz in Kassel dem Kurfürsten eine Petition der Bürgerschaft der Stadt, in der eine Verfassung für das Kurfürstentum gefordert wurde. Als Mitglied der verfassungsgebenden Ständeversammlung war er zusammen mit Sylvester Jordan maßgeblich an der Erarbeitung der Verfassung von 1831 beteiligt, eine der fortschrittlichsten der damaligen Zeit. Sie trat am 5. Januar 1831 in Kraft.

### Weiteres Wirken
Schomburg zählte neben Karl Bernhardi, Georg Landau, Dietrich Christoph von Rommel, Jacob Grimm und Wilhelm Grimm 1834 zu den Gründungsmitgliedern des Vereins für hessische Geschichte und Landeskunde.
Weiter war Schomburg Mitglied der Direktion der Hessischen Brandkasse.

## Ehrungen

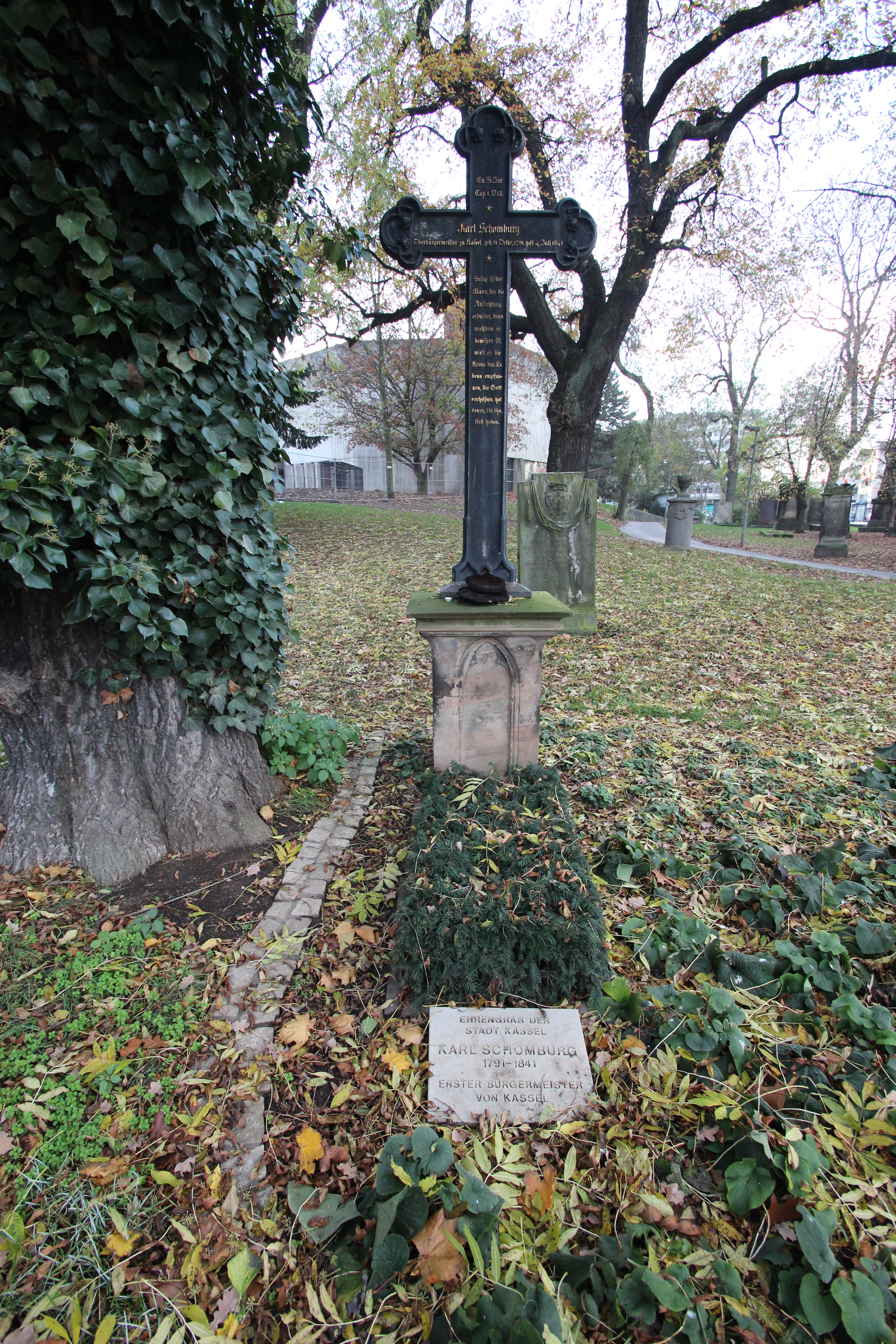
Grab Schomburgs auf dem Altstädter Friedhof in Kassel

- Am 28. Dezember 1834 wurde Schomburg die Ehrenbürgerschaft der Stadt Kassel verliehen.
- 1879 wurde das Schomburg-Denkmal in Kassel eingeweiht.
- Nach ihm wurde die Carl-Schomburg-Schule in Kassel benannt.